# Lijst van vakbonden in Nederland
Dit is een lijst van vakbonden in Nederland.

## Vakbonden in Nederland
- AC - Ambtenarencentrum overkoepelend orgaan van aantal Rijksbonden
  - ANPV - Vakbond voor politiepersoneel
  - ABGP - Vakbond voor gemeentepersoneel.
  - VBM - Vakbond voor defensiepersoneel.[1]
  - BBTV - Beroeps Bepaalde Tijd Vakbond, een defensiebrede vakbond gericht op defensiemedewerkers met een contract voor bepaalde tijd.
  - VPW - Vakbond voor medewerkers bij het Ministerie I&M
  - NCF - Vakbond voor medewerkers bij Ministerie van Financiën
- AVV - Alternatief voor Vakbond
- BTP - Bond van Telecompersoneel
- BVPP - Bond voor Post Personeel, vakbond voor medewerkers in de postbranche
- CGMV - voorheen Christennetwerk / GMV (6.000 leden)
- CNV - Christelijk Nationaal Vakverbond, met als aangesloten bonden (335.000 leden):
  - ACOM
  - ACP, politievakbond
  - CNV BKM
  - CNV Dienstenbond
  - CNV Jongeren
  - CNV Kosterbond
  - CNV Onderwijs
  - CNV Publieke Zaak
  - CNV Vakmensen (135.000 leden)
  - CNV Zelfstandigen
- DVB- De Vrije Bond - anarchistische zelforganisatie
- FBZ -  Federatie van Beroepsorganisaties in de Zorg
- FNV - Federatie Nederlandse Vakbeweging, dat enerzijds een vakbond, anderzijds een vakbondsfederatie is geworden, met als aangesloten bonden (1.400.000 leden):
  - AFMP/FNV Veiligheid (Algemene Federatie van Militair Personeel) (25.000 leden)
  - ANBO (Algemene Nederlandse Bond voor Ouderen) (178.000 leden)
  - Algemene Onderwijsbond (AOb) (81.000 leden).
  - FNV Bouw (Bouw & Infra, Afbouw & Onderhoud, Meubel & Hout, Woondiensten, Waterbouw) (124.000 leden)
  - FNV Horecabond (24.000 leden)
  - FNV KIEM (grafische/prepublishing, uitgeverijen, audiovisuele, verpakkingen en/of kunstensector) (36.000 leden; ook freelancers en zzp'ers)
  - FNV Mooi (Kappers, Schoonheidsspecialisten, Visagisten, Pedicures, Nagelstylisten en Wellness) (ook zzp'ers)
  - Marechausseevereniging (MARVER)/FNV Veiligheid, gericht op medewerkers van de Koninklijke Marechaussee (6.000 leden)
  - Nautilus NL (werknemers in de maritieme sector) (6.000 leden)
  - FNV Jong (3000 leden)
  - FNV Sport (1.100 leden)
  - NL Sportea (De bond voor alle andere topsporters dan de profvoetballers)
  - Nederlandse Politiebond (NPB)/FNV Veiligheid (24.000 leden)
  - NVJ (Nederlandse Vereniging van Journalisten) (8.000 leden)
  - FNV Vrouwenbond (4.000 leden)
  - VVCS (Vereniging van Contractspelers)
  - FNV ZBo (voor zzp'ers in de bouw en hout) (10.000 leden)
  - FNV Zelfstandigen (13.000 leden)
- HZC - Vakvereniging Het Zwarte Corps (vakbond voor machinegebonden personeel) (11.000 leden)
- Kunstenbond - Vakbond voor beeldende kunstenaars, musici, podiumkunsten, grafische ontwerpers, kunsteducatie en meer
- LBV - fusie van verschillende kleinere vakbonden: FHV, OVB-Verkeer, enzovoort (1.800 leden)
- LIA - Leraren in Actie (1.800 leden)[2]
- LSVb - Landelijke Studentenvakbond
  - AKKU - Aktie Komitee Kritiese Universiteit
  - ASVA - Algemene Studenten Vereniging Amsterdam
  - GSb - Groninger Studentenbond
  - THUS - The Hague Union of Students
  - STUUR - Studentenunie Universiteit Rotterdam
  - SOOZ - Studenten Overleg Orgaan Zwolle
  - SRVU - Studentenraad der Vrije Universiteit
  - VIDIUS - Voor Ieder Die In Utrecht Studeert
  - VSSD - Vereniging voor Studie- en Studentenbelangen te Delft
  - F.U.S.T. - Federale Unie Studenten Tilburg
  - LSU - Leiden Student Union
  - MOSA - Maastricht Organisation of Student Activists
- NCF - Nederlandse Categoriale vakvereniging Financiën voor medewerkers bij het Ministerie van Financiën, Belastingdienst en Douane
- Ntb - Nederlandse Toonkunstenaarsbond (zelfstandige vakbond voor musici en artiesten; sinds 1919)
- NAV - Nederlandse Akkerbouw Vakbond
- NMV - Nederlandse Melkveehouders Vakbond
- NVP - Nederlandse Vakbond Pluimveehouders
- OVB - Onafhankelijk Verbond van Bedrijfsorganisaties
- PROUD - landelijke vakbond voor sekswerkersrechten, opvolger van De Rode Draad
- Qlix - Vakbond voor ICT en Telecompersoneel
- Red Light United - vakbond voor de sekswerkersrechten van raamwerkers op De Wallen[3]
- RMU - Reformatorisch Maatschappelijke Unie
- De Unie
- Vakbond ABW - (Algemene Bond van Werknemers) (6.000 leden)
- VCP - Vakcentrale voor Professionals, met als aangesloten bonden (100.000 leden):
  - CMHF - (Centrale van Middelbare en Hogere Functionarissen bij Overheid, Onderwijs, Bedrijven en Instellingen)
    - FvOv - Federatie van Onderwijsvakorganisaties
    - Justitievakbond Juvox - Vakbond voor medewerkers binnen het ministerie van Justitie en Veiligheid
    - GOV MHB - Gezamenlijke OfficierenVerenigingen & Middelbaar en Hoger Burgerpersoneel bij Defensie
    - KVMO - Koninklijke Vereniging van Marineofficieren
    - KVNRO - Koninklijke Vereniging van Nederlandse Reserve Officieren
    - NOV - Nederlandse Officieren Vereniging
    - NU'91 - Vakbond voor de verpleging en verzorging
    - ODB - Onafhankelijke Defensie Bond, vakbond voor (voormalig) militair en burger defensiepersoneel, alsmede hun nabestaanden
    - VCPS (Vakvereniging voor de Collectieve en gePrivatiseerde Sector)
    - WVHMF - Vereniging van Hogere ambtenaren bij het Ministerie van Financiën
    - VHP2 - vakorganisatie voor professionals in de high tech industrie

  - NVLT - Nederlandse Vereniging van Luchtvaart Technici
  - VHKP - Vereniging van Hoger KLM Personeel
  - VNV - Vereniging van Nederlandse Verkeersvliegers
- VLD - Vakbeweging in Vervoer, Logistiek en Dienstverlening
- VNC - Vakbond van Nederlands Cabinepersoneel
- VVMC - (Vakbond voor Rijdend Personeel) (4.500 leden)
- W.I.M. - Werknemersvereniging IKEA Medewerkers